# 卡蒂娅·阿维罗
卡蒂娅·阿维罗（Kátia Aveiro，1977年10月5日—）是一位葡萄牙流行音乐歌手，她的弟弟是基斯坦奴·朗拿度。2005年，她以艺名“罗纳尔达”出道，发行专辑《准备好爱你》（Pronta P'ra Te Amar）。
2008年，卡蒂娅和弟弟基斯坦奴·朗拿度一同创作了歌曲《我活着就是希望能见到你》（Vivo na Esperança de Te Ver），歌词饱含对已经于2005年逝世的父亲迪尼斯·阿维罗（Dinis Aveiro）的敬爱。2009年，卡蒂娅暂停唱歌，全身心致力于养育自己的两个孩子，还和姐姐埃尔玛（Elma）合伙开办了CR7商店，销售弟弟的商品。她于2012年重新开始唱歌。2013年7月，卡蒂娅推出单曲《Boom Sem Parar》，视频在15天内便在YouTube上获得75万观看量。该单曲的制作人是RedOne。

## 个人生活
卡蒂娅与José Pereira育有两子，分别是生于2000年的罗德里戈（Rodrigo）和生于2010年的迪尼斯（Dinis）。她还与巴西商人Alexandre Bertolucci育有一女瓦伦蒂娜（Valentina，生于2019年）。
卡蒂娅的曾祖母来自佛得角的圣维森特岛。 